# Lehen na Pohorju
Lehen na Pohorju – wieś w Słowenii, w gminie Podvelka. W 2018 roku liczyła 148 mieszkańców.